# Katastrofa lotu Pakistan International Airlines 661
Katastrofa lotu Pakistan International Airlines 661 – wypadek lotniczy, do którego doszło 7 grudnia 2016 roku w okolicach miasta Havelian w Pakistanie. W wyniku katastrofy samolotu ATR 42-500 linii Pakistan International Airlines śmierć poniosło 47 osób (42 pasażerów i 5 członków załogi) – wszyscy na pokładzie.

## Przebieg lotu
Samolot odbywał lot z miasta Czitral do stolicy Pakistanu, Islamabadu. Po 1,5 godziny lotu, gdy załoga rozpoczęła procedurę podchodzenia do lądowania, maszyna z nieznanych przyczyn uderzyła w zbocze góry i stanęła w płomieniach. Szczątki samolotu płonęły przez 2 godziny, do czasu aż ekipy ratownicze dotarły na miejsce zdarzenia.

## Samolot
| Typ:                 | ATR 42-500                        |
| Pierwszy lot:        | 3 maja 2007                       |
| Silniki:             | 2 x Pratt & Whitney Canada PW127E |
| Numer rejestracyjny: | AP-BHO                            |
| Numer seryjny        | 663                               |

- Źródło[4].

## Ofiary
| Obywatelstwo     | Pasażerowie | Załoga | Razem |
| ---------------- | ----------- | ------ | ----- |
| Pakistan         | 39          | 5      | 44    |
| Austria          | 1           | –      | 1     |
| Chiny            | 1           | –      | 1     |
| Korea Południowa | 1           | –      | 1     |
| Razem            | 42          | 5      | 47    |

- Źródło[5].